# FBRS
FBRS‏ (Fibrosin) هوَ بروتين يُشَفر بواسطة جين FBRS في الإنسان.